# Via media
Via media är en dikt av Karin Boye ur diktsamlingen Moln från 1922. "Via media" är latin för "medelväg". Dikten börjar "Jag bad en gång om glädje utan gränser" och är en kort, pregnant dikt på sex rader, som inte så lite påminner om Runeberg.
Diktens huvudfråga är "Månn blygsamheten växer till med åren?" Den ger uttryck för brustna förhoppningar - och samtidigt insikten om att solen trots allt lyser. Ja, att den lyser är till och med skönare än både glädjen och sorgen.
Dikten kan läsas i sin helhet på Karin Boye-sällskapets webbplats.
Den blev fri för publicering på Wikipedia år 2011.